# Лукас Ауреднік
Лукас «Гаррі» Ауреднік (нім. Lukas Aurednik; 20 лютого 1918 — 2 червня 1997) — австрійський футболіст і футбольний тренер.

## Життєпис
Протягом своєї ігрової кар'єри грав у багатьох клубах, зокрема, за австрійські «Рапід» і «Аустрію», французькі «Рубе», «Ланс» і «Гавр АК».
У сезоні 1945—1946 років у складі «Рапіда» забивши 28 голів у 20 іграх чемпіонату, зробив з командою дубль.
У липні 1949 року у фіналі Кубка Австрії двічі забив у ворота «Форвертс Штайр», а його команда здобула перемогу з рахунком 5-2 .
З 1948 по 1950 рік зіграв 14 матчів в складі збірної Австрії, забив три голи.
Перший матч за збірну зіграв 31 жовтня 1948 року проти Чехословаччини (поразка 1:3 у Братиславі. Перший гол забив 14 травня 1950 року у ворота Угорщини (перемога у Відні 5-3). Другий гол забив 8 жовтня 1950 року у ворота Югославії (перемога у Відні 7:2). Третій і останній гол забив 5 листопада 1950 року у ворота Данії (перемога у Відні 5:1). Останній матч за збірну зіграв 13 грудня 1950 року проти Шотландії (перемога 1:0 у Глазго).
Серед клубів, які тренував — АЕК Афіни, «Пієрікос», «Вінер-Нойштадт» і «Роял Шарлеруа». З «Анортосісом» йому вдалося виграти Кубок Кіпру в 1964 році.

## Трофеї та досягнення

### Як гравця
Рапід:
- Чемпіон Австрії (2): 1938 і 1946
- Володар Кубка Австрії (1): 1938

Аустрія Відень:
- Чемпіон Австрії (3): 1949, 1950 і 1953
- Володар Кубка Австрії (1): 1949

### Як тренера
Анортосіс:
- Володар Кубка Кіпру (1): 1964